# Đồng Vương
Đồng Vương là một xã thuộc huyện Yên Thế, tỉnh Bắc Giang.

## Thông tin địa lý
Xã Đồng Vương có diện tích: 2.384,17 ha , dân số năm 1999 là 4.005 người, năm 2008 là 4.492 người.
Địa giới hành chính: 
- Phía Đông giáp xã Đồng Tiến (huyện Hữu Lũng, tỉnh Lạng Sơn) và xã Đồng Hưu (huyện Yên Thế);
- Phía Tây giáp các xã Tam Tiến và Canh Nậu;
- Phía Nam giáp các xã Tam Hiệp, Đồng Tâm và Hồng Kỳ;
- Phía Bắc giáp xã Đồng Tiến (huyện Yên Thế).

## Lịch sử
Năm 1999, một phần diện tích tự nhiên và dân số của xã Đồng Vương được tách ra để thành lập xã Đồng Tiến.
Năm 2008, một phần diện tích của xã Đồng Vương (51,83 ha) cùng với một phần diện tích các xã Phồn Xương, Tân Sỏi, Đồng Lạc, Hồng Kỳ, Tam Hiệp và dân số của thị trấn Nông trường Yên Thế được tách ra để thành lập xã Đồng Tâm.